# Лебедев, Леонид Сергеевич
Леони́д Серге́евич Ле́бедев (20 ноября 1943, г. Кизел Пермской обл. — 22 июля 2010, г. Москва) — советский и российский балетмейстер, постановщик.

## Биография
Родился в многодетной семье, младшим ребёнком. Болезненный ребенок рано проявил склонность к рисованию, а потом и к танцу.
Поступил в Пермское хореографическое училище, затем в Киргизское музыкально-хореографическое училище во Фрунзе (Бишкек), которое он успешно окончил в 1960 г.
В 1960—1971 — артист Фрунзенского театра, затем музыкального театра Коми АССР. По окончании Ленинградской консерватории (отделение музыкальной режиссуры) в 1976 году был приглашён в Ленинградский Малый театр, где работал до 1991 года балетмейстером.
Знакомство с композитором Юрием Симакиным положило начало творческому союзу: на музыку Ю. Симакина создал балеты «Барьер»(1981), «Легенда о птице Доненбай» («Манкурт»1983), «Джамхух, сын оленя»(1986), удостоившиеся в разное время звания лучших работ года.
Несколько лет преподавал в Ленинградской консерватории.
Ставил танцы в драматических театрах, на ТВ, в художественных фильмах (мюзиклах); хореограф телефильма «Незнакомка» по А. А. Блоку (1980). Балетмейстер детского телефильма «Гум-Гам» (1985).
Концертные программы и одноактные балеты Лебедева были показаны в Италии, Франции, Японии, США. В начале 1990-х принимал участие в международных фестивалях танца, в частности, в American Dance festival в Нью-Йорке, где был показан балет на темы С. Рахманинова «Три русские песни». Работа хореографа была высоко оценена жюри и критикой за остроту хореографического рисунка, «первобытную, варварскую» динамичность образов и за мастерское управление кордебалетной массой. Сотрудничал с американскими танцевальными коллективами, для калифорнийской CSULB Dance company он поставил в 1991 году балет «Пилигрим» на музыку Ю. Симакина.
В 1992—1993 годах в качестве режиссёра-балетмейстера поставил телефильмы-балеты «Танец дьявола» по повести Н. Гоголя «Вий» на музыку Г. Гладкова (Гран-при 1 кинофестиваля «Кино и литература» в 1995 г.) и «Страсти по Нерону» на музыку Ю. Симакина.
В 1994 году создал свой собственный коллектив — «Русский классический модерн балет Лебедева» (Москва), спонсорскую поддержку которому оказало АО «Русское золото». Была подготовлена концертная программа, в Москве организовали несколько показов и выступлений, но должного резонанса они не получили. ОА «Русское золото» лишила лебедевский проект необходимого финансирования, и работа труппы сошла на нет.
Один сезон работал с фигуристами Ириной Лобачёвой и Ильёй Авербухом.
В последнее время работал главным балетмейстером кремлёвских ёлок. Много времени уделял детям, работая педагогом-репетитором детской балетной школы «Фуэте» (Зеленоград).
22 июля 2010 года умер в Москве. 8 октября 2010 года урна с его прахом была захоронена в Санкт-Петербурге на Никольском некрополе Александро-Невской лавры.